# Jeong-Hyun Lim
Lim Jeong-Hyung, también conocido por FunTwo, como su alías en internet, es un guitarrista coreano conocido por su cover de la pieza Canon. El usuario de YouTube con el alías "guitar90" no es Jeong-Hyung Lim, es una persona desconocida que sólo pasó a subir el vídeo de Lim. Esto ha sido aclarado en sus últimas entrevistas. Citando del vídeo, la entrevista aclara: "Alguien más llamado guitar90 tomó el vídeo y lo subió a YouTube, donde se convirtió en una sensación".

## El Cover De Canon Rock
Tocó y grabó su cover de Canon Rock en 2005. Subió su vídeo en la popular página musical coreana Mule.com.kr. Fue entonces cuando un usuario de YouTube con el alías guitar90 subió el vídeo a YouTube y lo nombró simplemente como "Guitar".
Su vídeo está entre los 25 más vistos y los 5 más favoritos en la historia de YouTube, con más de 80 millones de visitas y contando. En su punto, el vídeo fue el número 4 más visitado en la página.
La versión de Lim de Canon Rock ha sido mencionado en CNN, 20/20, The New York Times y National Public Radio, añadiéndole estaciones de radio coreanas.
Muchos espectadores piensan que el vídeo es montado debido a que el audio no está sincronizado con las imágenes. Lim dijo a The New York Times que esto sucede debido a que "Se grabaron el audio y video de forma independiente y se unieron de forma inexacta". El vídeo en sí fue grabado en dos partes, luego editado y unido. Una imagen de una luz de tránsito fue usada para la transición.

## Otras Actividades
Como él había estado tocando el trabajo de otros, empezó a hacer sus propias piezas musicales. Compuso una melodía navideña llamada "Carol Rock (FunTwo Is Coming To Town)", una versión rock del tema "Santa Claus Is Coming To Town". Recientemente ha publicado un video donde toca "Summer", de Antonio Vivaldi.
Lim confesó que no le gustaría continuar como guitarrista profesional. Sin embargo, su fama le ha permitido tocar hacia audiencias en vivo varias veces. 
Lim vive ahora mismo en Nueva Zelanda con sus padres.

## Canciones Como FunTwo
1. Canon Rock
2. Overture 1928
3. Summer
4. Carol
5. Mission
6. I'm Alright
7. Triptych
8. Zenith
9. Happy Birthday To You
10. Bumble
11. Mule Jam Project